# Чаравали (Новострой)
Чаравали (лак. Чаравалу) — село в Новолакском районе (на территории Новостроя) Дагестана.

## География
Расположено недалеко от побережья Каспийского моря, к северу от города Махачкала.
Ближайшие населённые пункты: на северо-востоке — село Чапаево, на юге — село Красноармейское.

## История
Основано для переселенцев из населённого пункта Чаравали Новолакского района, существует проект создания здесь Новолакского района.
В сентябре 1991 года на III съезде народных депутатов республики Дагестан было принято постановление о восстановлении Ауховского района и о переселении лакцев из Новолакского района к побережью Каспийского моря в район Карамана.

## Известные жители
- Сулейман Магомедов - учитель-краевед, автор книги «Дети войны»[3][4]